# Калмицька порода
Калмицька або астраха́нська — м'ясна порода великої рогатої худоби, яка створена в 17 столітті. Батьківщиною породи вважають Монголію і Південно-Західний Китай.
Характерною ознакою породи є своєрідна вертикальна постава рогів, вузьке міжріжжя, горбоносість, міцна конституція; відзначається невимогливістю до умов годівлі й утримання.
Основна масть — червона різних відтінків. На череві, ногах і голові бувають білі відмітини. Жива вага корів сягає 400—500 кг, биків — 700—800 кг. Тварини добре нагулюються і при забої дають високий вихід м'яса (55—67 %). Середньодобовий приріст ваги у теличок віком до 6 місяців становить 632 г, у бичків — 783 г. Надій молока за рік — 1000—1600 кг, жирномолочність — 4,2—4,7 %.
Астраханська порода поширена в Астраханській області, розводиться також у Волгоградській і Ростовській області, у деяких районах Казахстану та Киргизстану.